# Herbert Marzian
Herbert Gustav Marzian (* 2. Dezember 1921 in Berlin; † 7. Juni 1988 in West-Berlin) war ein deutscher Redakteur und Publizist.

## Leben
Marzian studierte ab 1940 an der Friedrich-Wilhelms-Universität zu Berlin Geschichte, Germanistik und Geographie. Zugleich diente er in der Wehrmacht im Zweiten Weltkrieg. Ab 1946 studierte er an der Georg-August-Universität Göttingen. Nach dem Staatsexamen war er von 1950 bis 1973 wissenschaftlicher Leiter des Göttinger Arbeitskreises. Danach war er neun Jahre lang Redakteur bei Axel Springer SE. Von 1982 bis 1987 war er Direktor des Textarchivs des Ullstein Verlags.

## Veröffentlichungen
- Friedrich der Große – Mensch und Werk. Würzburg 1956.
- Politikwissenschaft und Oder-Neiße-Linie. Würzburg 1965.
- Gedanken zu Preußen. Göttingen 1967.
- Politischer Realismus. Ein Beitrag zur Oder-Neiße-Frage. Göttingen 1969.
- Ostpreußen – das politische Profil eines Landes. Umrisse seines Geistes und seiner Kultur. Leer 1969.
- The German frontier problem. A study in political interdependence. Göttingen 1969.

## Ehrenämter
- Geschäftsführendes Vorstandsmitglied des Göttinger Arbeitskreis
- Kanzler der Gesellschaft der Freunde Kants
- Mitglied des Arbeitskreises für Ethik und Recht des Ostkirchenausschusses
- Mitglied des Beirats der Bundesarbeitsgemeinschaft für Ostkunde im Unterricht
- Mitglied im Nordostdeutschen Kulturrat
- Vorsitzender der Stiftung des Nordostdeutschen Kulturrats (1984)
- Referent des Landeskuratoriums Niedersachsen  Unteilbares Deutschland

## Ehrungen
- Goldenes Ehrenzeichen der Landsmannschaft Ostpreußen
- Plakette für Verdienste um den Deutschen Osten und das Selbstbestimmungsrecht des  Bundes der Vertriebenen (1982)
- Bundesverdienstkreuz am Bande (1987)